# Yüksel Sariyar
Yüksel Sariyar (* 1. August 1979 in Wien) ist ein ehemaliger österreichischer Fußballspieler und -trainer.

## Vereinskarriere

### Vom Austria-Nachwuchs in die Türkei
Der Wiener mit türkischen Wurzeln begann seine Vereinskarriere spätestens im Sommer 1988 im Nachwuchsbereich des FK Austria Wien, bei dem er unter dem damaligen Klubsekretär Helmut Slezak auch eine Bürolehre im Vereinssekretariat absolvierte. Bei der Austria durchlief er sämtliche Nachwuchsspielklassen und kam gegen Ende der 1990er Jahre für die zweite Mannschaft der Wiener, die ab 1997/98 in einer Spielgemeinschaft (SPG) mit dem Prater SV in Erscheinung trat, zum Einsatz. Die SPG spielte zu dieser Zeit in der viertklassigen Wiener Stadtliga, war aber auch 1997/98 im ÖFB-Cup vertreten. Mit der Mannschaft, die am Saisonende als Wiener Meister in die drittklassige Regionalliga Ost aufstieg, scheiterte er im Cup nach Siegen über den UFC St. Peter/Au in der Vorrunde und den SR Donaufeld Wien in Runde 1 erst in der zweiten Runde gegen den SK Rapid Wien. Bereits im Herbst 1997 hatte er für die Bundesliga-Mannschaft der Wiener einige Freundschaftsspieleinsätze absolviert, ohne jedoch in einem Pflichtspiel zum Einsatz zu kommen.
Im Sommer 1998 gelang ihm der Sprung ins Ausland, wobei er beim türkischen Erstligisten Gençlerbirliği Ankara unterkam, jedoch kurz darauf bereits bis Saisonende an den damaligen türkischen Zweitligisten Petrol Ofisi SK verliehen wurde. Nachdem er bis dahin einige Meisterschaftsspiele für die U-21-Mannschaft von Gençlerbirliği in der PAF Ligi absolviert hatte, gab er am 16. Oktober 1998 sein Profidebüt, als er bei einer 2:3-Auswärtsniederlage gegen İzmirspor von Beginn an und über die volle Spieldauer zum Einsatz kam. Insgesamt kam er bis zum Ende der Spielzeit 1998/99 in 19 Ligapartien dreimal zum Torerfolg und belegte mit der Mannschaft im Endklassement nach einem achten Platz in Gruppe 2 der Qualifikationsrunde nur einen siebenten Platz in der Gruppe 2 der Abstiegsrunde, was einen Abstieg in die türkische Drittklassigkeit bedeutete. In der nachfolgenden Spielzeit 1999/2000 brachte er für Gençlerbirliği zu sieben Kurzeinsätzen in der Liga und einem Auftritt im türkischen Fußballpokal 1999/2000. Während dieser Zeit kam er vereinzelt auch immer wieder im Nachwuchs des türkischen Hauptstadtklubs zum Einsatz.

### Rückkehr nach Österreich
Seine Profikarriere setzte er ab Sommer 2000 beim LASK fort. Sein Pflichtspieldebüt für die Linzer gab er am 9. Juli 2000 beim Zweitrundenrückspiel im UI-Cup 2000, als er von seinem Trainer Marinko Koljanin bei der 2:3-Niederlage gegen den tschechischen Erstligisten 1. FK Příbram in der 67. Spielminute für Almir Memić eingewechselt wurde. Während es Sariyar mit den Oberösterreichern im ÖFB-Cup 2000/01 zumindest bis ins Achtelfinale schaffte und dort gegen den späteren Pokalsieger FC Kärnten ausschied, rangierte er mit dem Klub am Ende der Saison 2000/01 auf dem zehnten Tabellenplatz, was den Abstieg aus der Bundesliga in die zweitklassige Erste Liga bedeutete. Nachdem er die ersten beiden Ligaspiele verpasst hatte, in Runde 22 aufgrund einer Gelbsperre pausieren musste, kam er ab Anfang April bis zum Saisonende verletzungsbedingt in keinem Bundesligaspiel mehr zum Einsatz und hatte es bis zum Saisonende auf 24 Einsätze und ein Tor gebracht. Dieses hatte er bei seinem dritten Bundesligaeinsatz am 29. Juli 2000 bei einem 3:1-Heimerfolg über Schwarz-Weiß Bregenz erzielt.
Aufgrund seiner Verletzung verpasste er auch nahezu die gesamte Hinrunde der Spielzeit 2001/02 und kam erst wieder ab Mitte Oktober 2001 zu Pflichtspieleinsätzen für die Stahlstädter. Danach konnte er sich rasch wieder einen Stammplatz im Mittelfeld erkämpfen, fiel aber auch disziplinarisch auf, nachdem er bei 15 Einsätzen (und ein Tor) siebe gelbe Karten kassierte. Während er mit dem LASK im Viertelfinale des ÖFB-Cups 2000/01 gegen den SV Austria Salzburg ausschied, belegte er mit dem Klub im Endklassement der Zweitklassigkeit mit Rang 5 einen Platz im Tabellenmittelfeld. Die nachfolgende Saison 2002/03 verlief für den gebürtigen Wiener durchwachsen. Nachdem er bereits in der Hinrunde nur unregelmäßig zu Einsätzen gekommen war, verzeichnete er von Mitte November 2002 bis Mai 2003 für ein halbes Jahr keinen einzigen Pflichtspieleinsatz in der Profimannschaft und kam erst in den letzten fünf Meisterschaftsrunden für die zu diesem Zeitpunkt stark abstiegsgefährdeten Linzer zum Einsatz. Aufgrund vier Siege und einem Unentschieden in diesen letzten fünf Begegnungen kam der LASK noch auf den fünften Tabellenplatz und sicherte so den Klassenerhalt. Im Cup war bereits in der 1. Runde gegen den Stadtrivalen Blau-Weiß Linz Schluss.

### Neuerlicher Wechsel in die Türkei und abermalige Rückkehr nach Österreich
Nach Lehrjahren in der zweitklassigen Ersten Liga beim LASK, wurde sein Vertrag nicht mehr verlängert und er wechselte für ein Jahr in die Türkei zum Zweitligisten Kocaelispor. Beim Klub aus İzmit, einem östlichen Vorort der Metropole Istanbul, kam er zumeist abwechselnd im zentralen und im defensiven Mittelfeld zum Einsatz. Anfangs zumeist als Wechselspieler im Einsatz war er spätestens ab Mitte November 2003 Stammspieler der Türken. In 30 von 34 möglich gewesenen Meisterschaftsspielen brachte er es auf sechs Tore und war mit elf gelben Karten zusammen mit Mehmet Önür der am öftesten verwarnte Spieler seines Klubs in dieser Saison. Die damalige Türkiye 2. Futbol Ligi A Kategorisi 2003/04 schloss er mit dem Klub auf dem fünften Tabellenplatz ab und schied im türkischen Fußballpokal 2003/04, in dem er in der ersten Hauptrunde beim 2:0-Erfolg über Sarıyer beide Treffer erzielt hatte, in Runde 2 gegen Beşiktaş Istanbul aus. In den österreichischen Medien wurde zu dieser Zeit über Anpassungsprobleme Sariyars in der Türkei berichtet und dass dieser nicht mit der Mentalität in der Türkei zurecht käme, weswegen er nach einer Saison in der Türkei auch wieder die Heimreise nach Österreich antrat.
Im Sommer 2004 kehrte er nach Österreich zurück und wechselte ablösefrei zum FC Superfund nach Pasching, über den er den Sprung in die österreichische Nationalmannschaft schaffte. Anfangs noch von Georg Zellhofer als Wechselspieler eingesetzt, kam er ab Herbst 2004 bereits als Stammspieler zum Einsatz und kam bis zum Saisonende 2004/05 auf 29 Bundesligaeinsätze, in denen er es zu vier Treffern und drei Assists brachte. Außerdem nahm er mit der Mannschaft an der UEFA-Cup-Qualifikation teil, scheiterte mit den Paschingern jedoch aufgrund der Auswärtstorregel in der 2. Qualirunde gegen Zenit St. Petersburg. Nachdem sein mit Saisonende auslaufender Vertrag im Mai 2005 verlängert worden war, nahm er mit den Oberösterreichern, die auf Rang 4 abgeschlossen hatten, auch in der folgenden Saison an der UEFA-Cup-Qualifikation teil. Abermals trafen die Paschinger in der 2. Qualifikationsrunde auf Zenit St. Petersburg und abermals scheiterte man mit dem exakt selben Gesamtergebnis von 3:3 aufgrund der Auswärtstorregel.
Mit dem Klub spielte er lange um den Meistertitel mit, ehe er ab Oktober 2005 pausierte und sich aufgrund ständiger Knieprobleme einer Operation am hinteren Kreuzband und beiden Menisken unterziehen musste. Sariyar fiel daraufhin bis zu Winterpause 2005/06 verletzungsbedingt aus; währenddessen rutschte auch der FC Superfund in der Tabelle bis auf Rang 6 ab. Nach seiner Rückkehr im Frühjahr konnten sich die Oberösterreicher unter Andreas Heraf und Didi Constantini wieder auf die vorderen Tabellenplätze kämpfen und beendeten die Spielzeit 2005/06 auf Rang 3. Der Mittelfeldakteur hatte es dabei auf 24 Ligaspiele, drei Tore und zwei Vorlagen gebracht. Anders als im ÖFB-Cup 2004/05, als Pasching im Achtelfinale am SC Austria Lustenau scheiterte, schaffte er mit dem Team 2005/06 den Einzug ins Halbfinale, unterlag in diesem jedoch der SV Mattersburg mit 2:3. Bei den Oberösterreichern rückte er vom zentralen bzw. defensiven Mittelfeld weiter nach hinten und fungierte vor allem in der Saison 2006/07 zumeist als Innenverteidiger. Über die gesamte Saison hinweg hatte er immer wieder mit gesundheitlichen Rückschlägen zu kämpfen und wurde vom neuen Trainer Milan Đuričić erstmals in der siebenten Meisterschaftsrunde über die vollen 90 Minuten eingesetzt. Die Spielzeit 2006/07 beendete Sariyar mit dem anfangs von Đuričić und ab Ende Oktober wieder von Constantini trainierten FC Superfund in der teils recht dicht gestaffelten Endtabelle auf Rang 5. Dabei hatte er 25 Meisterschaftsspiele absolviert, zwei Treffer und drei Assists beigesteuert, sowie elf gelbe Karten erhalten. Im UEFA-Pokal 2006/07, in dem er mit den Paschingern in der 1. Runde teilnahm, scheiterte er in ebendieser gegen die AS Livorno und schied mit seiner Mannschaft auch im ÖFB-Cup 2006/07 gleich im ersten Spiel, dem Achtelfinale gegen den FK Austria Wien, aus.

### Wechsel zu Austria Wien und SC Wiener Neustadt
In der Saison 2007/08 wechselte Sariyar innerhalb der Bundesliga zu seinem ehemaligen Ausbildungsverein Austria Wien, bei dem er einen Zweijahresvertrag mit der Option auf ein weiteres Jahr unterschrieb. Bei den Wienern sollte er vor allem den Abgang von Markus Kiesenebner kompensieren, der zum ASKÖ Pasching wechselte – ein Verein, dessen Firmensitz wenig später nach Kärnten verlegt wurde und der fortan als SK Austria Kärnten auftrat. Bereits in der vorangegangenen Winterpause hatte sich Thomas Parits, General Manager der Austria, um eine Verpflichtung Sariyars bemüht. Parits beschrieb Sariyar als technisch versierten und kampfstarken Spieler, dessen vielseitige Spielweise als Allrounder ihn besonders beeindrucke. Bei der Austria wurde er meist als defensiver Mittelfeldspieler eingesetzt, kam gegen Saisonende aber auch als Innenverteidiger zum Zug. Sowohl Georg Zellhofer als auch dessen Nachfolger Didi Constantini – unter beiden hatte er bereits in Pasching gespielt – setzten ihn meist in der Startelf ein; nur selten blieb er ohne Einsatz auf der Ersatzbank.
Mit den Wienern, die als amtierenden österreichischer Pokalsieger für die 2. Qualifikationsrunde zum UEFA-Cup 2007/08 teilnahmeberechtigt waren, brachte es Sariyar in diese Saison auch zu einer Reihe internationaler Einsätze. Nach erfolgreicher Qualifikation bezwang er mit Austria Wien Vålerenga Oslo in der ersten Runde und nahm daraufhin an der Gruppenphase teil. In dieser scheiterte er mit der Mannschaft an Girondins Bordeaux, Helsingborgs IF, Galatasaray Istanbul und Panionios Athen und schied als Letzter der Gruppe H vorzeitig aus dem Turnier aus. Immer wieder fiel Sariyar in dieser Saison verletzungsbedingt aus und verpasste dadurch eine Reihe von Spielen. Aufgrund einer Tätlichkeit gegen Sandro Zakany vom SK Austria Kärnten wurde der bereits mehrfach verwarnte und zuvor bereits einmal gelbgesperrte Spieler im Herbst 2007 für zwei Spiele gesperrt. Genau in diesem Zeitraum absolvierte der gebürtige Wiener auch sein 13. und damit letztes Länderspiel für Österreich – ein Kurzeinsatz bei einem torlosen Remis gegen Tunesien am 21. November 2007. Sariyar brachte es bis zum Saisonende auf 25 Bundesligaeinsätze – zuletzt auch einige als Innenverteidiger – und steuerte zwei Tore sowie drei Assists bei. Mit der Austria schloss er die Spielzeit 2007/08 auf Rang 3 ab und folgte danach dem Ruf von Frank Stronach nach Wiener Neustadt zu dessen neuen Klub.
Im Sommer 2008 wechselte er noch vor seinem Vertragsende bei der Austria in die zweitklassige Erste Liga zum FC Magna Wiener Neustadt, bei dem er sich seine Premiere mit einer roten Karte wegen einer Tätlichkeit verpatzte und dafür vom Senat 1 der Bundesliga für zwei Spiele gesperrt wurde. Im August kam er daraufhin wieder als Stammkraft zum Einsatz, zog sich jedoch am 22. August 2008 bei einem 3:0-Heimsieg über die Amateure des FK Austria Wien eine schwere Knieverletzung zu und musste ab Minute 32 durch Guido Burgstaller ersetzt werden. Aufgrund eines Meniskus- und Kreuzbandrisses im linken Knie mit anschließender Operation und Rehabilitation war für Sariyar die Saison 2008/09 somit vorzeitig vorbei. Erst am letzten Spieltag, als Wiener Neustadt bereits als Meister und Bundesligaaufsteiger feststand, gab er bei einem 2:0-Auswärtssieg über den FC Lustenau 07 sein Comeback und war bei gleich über die volle Matchdauer am Spielfeld. Im ÖFB-Cup 2008/09 war er mit dem Zweitligisten bis ins Halbfinale gekommen und dort gegen den FK Austria Wien mit 0:1 ausgeschieden.
In die Saison 2009/10 startete er wieder als Stammspieler im zentralen Mittelfeld, musste jedoch bereits nach drei Einsätzen eine Gelb-Rot-Sperre hinnehmen und wurde danach nicht mehr von Trainer Helmut Kraft und Sportdirektor Peter Schöttel berücksichtigt. Im Oktober und Dezember 2009 kam er nochmal in zwei Bundesligapartien für wenige Minuten zum Einsatz und war in der Winterpause 2009/10 neben Sanel Kuljić einer von zwei Spielern, die ihren Vertrag mit dem Klub einvernehmlich auflösten. Nur eine Woche später wurde der Wechsel Sariyars ins Ausland bekanntgegeben.

### Stippvisite in der Slowakei und Karriereausklang im österreichischen Amateurfußball
Nach einem Aufstieg in die Bundesliga und nur zehn Spielen im Dress der Niederösterreicher wechselte Sariyar im Jänner 2010 in die Slowakei zum DAC Dunajská Streda. Dies war zugleich auch seine letzte Station im Profifußball.
Beim slowakischen Erstligisten, der zu dieser Zeit von Kurt Garger trainiert wurde, kam er anfangs noch über die volle Spieldauer als linker bzw. offensiver Mittelfeldspieler zum Einsatz, ehe seine Einsätze immer unregelmäßiger wurden. Ausschlaggebend war dabei eine 0:7-Auswärtsniederlage gegen Spartak Trnava in seinem dritten Spiel, woraufhin er es bis zum Ende der Corgoň liga 2009/10 nur noch zu vier weiteren Meisterschaftseinsätzen brachte. Dunajská Streda hatte knapp den Klassenerhalt geschafft, woraufhin Garger beurlaubt wurde und kurz darauf auch Sariyar den Klub verließ.
Nach kurzer Vereinslosigkeit heuerte er im Frühjahr 2011 beim ASK Mannersdorf mit Spielbetrieb in der siebentklassigen 1. Klasse Ost an und verbrachte beim Klub die nachfolgenden viereinhalb Spielzeiten, in denen er es auf insgesamt 76 Meisterschaftseinsätze und 30 Treffer brachte. In diesem Zeitraum gelang der Mannschaft als Meister der 1. Klasse Ost 2011/12 der Aufstieg in die sechstklassige Gebietsliga Süd/Südost. Insgesamt war er mit dem Klub auch drei Mal Vizemeister geworden (2010/11, 2012/13 und 2013/14) und war in der Saison 2012/13 erstmals kurzzeitig als spielender Interimstrainer in Erscheinung getreten. Ab April 2014 übernahm er erneut das Traineramt bei den Mannersdorfern und betreute die Mannschaft bis zum Ende der Saison 2014/15. Ebenfalls zu dieser Zeit war er von 2013 bis 2014 sportlicher Leiter beim CF Real Vienna, einem Team aus der FFBÖ Kleinfeldliga Wien.
Am 18. Juni 2015 gab der ASV Neufeld die Verpflichtung von Sariyar als Spielertrainer bekannt. Noch in der Winterpause 2015/16 – nach elf absolvierten Spielen und nach zwölf Runden auf dem vorvorletzten Platz rangierend – verließ er den Verein wieder und kam beim mittlerweile in der Wiener Stadtliga spielenden SC Ostbahn XI unter. Dabei kam er lediglich in drei Meisterschaftsspielen zum Einsatz, erzielte ein Tor und schaffte mit der Mannschaft nur knapp den Klassenerhalt. In der Sommerpause wechselte er zum Fünftligisten SV Oberloisdorf, wo er die Funktion des Spielertrainers übernahm. In der II. Liga Mitte setzte er sich selbst in 26 von 30 möglichen Ligaspielen ein, erzielte fünf Treffer, belegte mit der Mannschaft Rang 11 im Endklassement und verließ die Burgenländer mit Saisonende wieder.
Danach wurde er Trainer beim FC Blau Weiß Wien und trat ab der Winterpause 2017/18 wieder als Fußballspieler im Amateurbereich in Erscheinung. Für den achtklassigen SC Wolfsthal kam er auf acht Einsätze und vier Tore in der 2. Klasse Ost und schloss die Saison auf den sechsten Tabellenplatz ab. In der nachfolgenden Spielzeit 2018/19 fand er kaum noch Berücksichtigung und brachte es zu lediglich zwei Meisterschaftseinsätzen und verließ den Klub in der Winterpause.
Nachdem er von 2018 bis 2019 als Nachwuchstrainer beim SV Dinamo Helfort im Einsatz war, spielte er über vier Saisonen hinweg auch für deren Seniorenmannschaft in der ASG Senioren und war mit 38 Toren aus 20 Spielen äußerst torgefährlich. Für wenige Monate trat Sariyar, der seit März 2016 im Besitz der UEFA-B-Lizenz ist, als Trainer des SV Sigleß in der fünftklassigen II. Liga Mitte in Erscheinung, verließ den burgenländischen Verein jedoch in der Winterpause. Im Sommer 2024 hinterlegte er seinen Spielerpass beim DSG Allstars Wien FC, einem Verein aus der Diözesansportgemeinschaft (DSG) Wien, für den er in weiterer Folge jedoch nicht zu Einsätzen kam.
Um das Jahr 2024 trat er auch für das All-Star-Team des FK Austria Wien in Erscheinung. Ebenfalls um das Jahr 2024 wurde er Mitglied des Team Copa Pele.

## Nationalmannschaft
Yüksel Sariyar durchlief ab den 1990er Jahren die österreichischen Nachwuchsnationalteams und kam zwischen 2005 und 2007 zu insgesamt 13 Einsätzen in der österreichischen A-Nationalmannschaft, wobei ihm ein Tor gelang.
In den Jahren 2004 und 2005 war er Mitglied des sogenannten österreichischen Future-Teams.
Beim FC Superfund schaffte Sariyar den Sprung in die österreichische Nationalmannschaft, für die er am 9. Februar 2005 gegen Lettland unter Teamchef Hans Krankl debütierte. Beim Spiel, das vor lediglich 50 Zuschauern anlässlich eines 4-Nationen-Turniers auf Zypern stattfand, war der gebürtige Wiener über die volle Spieldauer im Einsatz und erzielte in Minute 41 auch die 1:0-Führung seines Heimatlandes. In den nachfolgenden Monaten fand der Pasching-Spieler keine Berücksichtigung mehr im Nationalkader und kam erst wieder im Oktober 2005 unter Interimstrainer und Sportdirektor Willi Ruttensteiner zu Einsatzminuten, als er bei einem WM-Qualifikationsspiel gegen England eine Halbzeit absolvierte.
Unter Pepi Hickersberger, der die Nationalmannschaft zu Jahresbeginn 2006 übernahm, konnte der türkischstämmige Mittelfeldspieler den Großteil seiner Länderspieleinsätze verzeichnen und kam auch bei dessen Debütspiel am 6. März 2006 bei einer 0:2-Heimniederlage gegen Kanada zu einem Kurzeinsatz. Vom 656. bis zum 661. Länderspiel Österreichs war er in jeder Begegnung im Einsatz, spielte dabei jedoch nie über die volle Spieldauer durch. Nachdem er die drei Länderspiel Österreichs im August und September 2007 verpasst hatte und nicht im Kader stand, kam er in den vier letzten Länderspielen des Jahres 2007 wieder zum Einsatz. Am 21. November 2007 absolvierte er sein 13. und damit letztes Länderspiel für Österreich – ein Kurzeinsatz bei einem torlosen Remis gegen Tunesien am 21. November 2007.
In der Nationalmannschaft wurde er zumeist im zentralen oder defensiven Mittelfeld eingesetzt.

## Erfolge
mit dem FK Austria Wien II/Prater SV
- Meister der Wiener Stadtliga: 1997/98

mit dem SC Wiener Neustadt
- Meister der Ersten Liga und Aufstieg in die Bundesliga: 2008/09

mit dem ASK Mannersdorf
- Meister der 1. Klasse Ost: 2011/12
- Vizemeister der 1. Klasse Ost: 2010/11
- Vizemeister der Gebietsliga Süd/Südost: 2012/13 und 2013/14

## Sonstiges
In dem von Panini anlässlich der Europameisterschaft 2008 herausgegebenen Sammelalbum ist Sariyar mit einem Sticker (Panini-Nr. 166) vertreten, schaffte es später jedoch nicht in den endgültigen EM-Kader.
Im Jahr 2016 beteiligte sich Sariyar als einziger Fußballspieler neben neun Kampfsportlern an der Initiative Not in God’s Name, um ein Statement gegen den Dschihadismus zu setzen. Dabei engagierte er sich in der Kampagne, um Jugendlichen alternative Lebenswege aufzuzeigen und sie von extremistischen Ideologien fernzuhalten. Die Initiative mündete in der Gründung des heute (Stand: Juni 2025) noch immer existierenden Vereins Intercultural Competence Initiative Vienna – Verein zur Förderung von Interkulturellem Dialog im August 2016.